# 濱野彌四郎

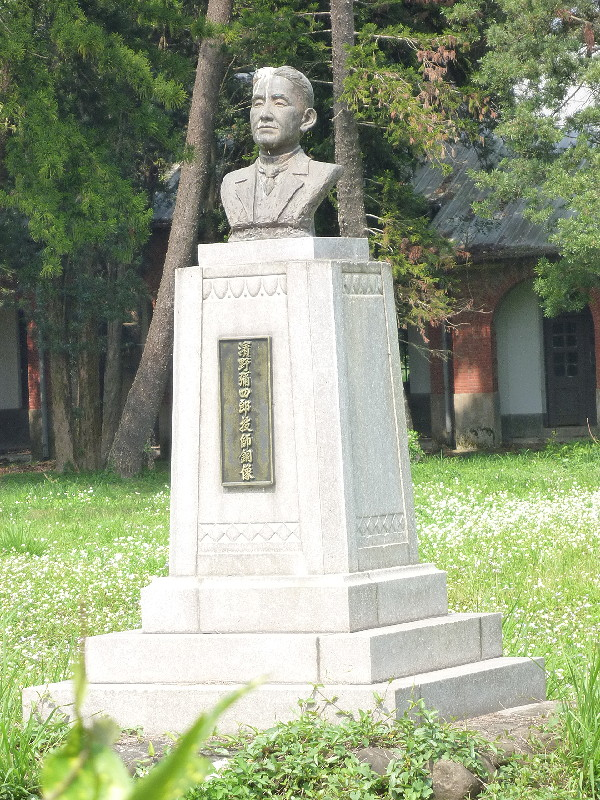
濱野彌四郎胸像；台南山上淨水場，奇美實業創辦人許文龍重塑捐贈，2005年

濱野彌四郎（日语：／ Hamano Yashirō，1869年10月13日—1932年12月30日），日本千葉縣人，曾任台灣總督府土木部技師，被譽為「台灣水道之父」。

## 經歷
畢業於舊制第一高等學校（今東京大學）和東京帝國大學工學部土木學科（今東京大學大學院），曾師事擔任帝大衛生工學講師的巴爾頓。明治29年（1896年）巴爾頓受民政長官後藤新平邀請，來台灣擔任衛生工事顧問，濱野也以助手身分同行，來台擔任土木部技師。明治32年（1899年）巴爾頓在完成基隆水道設計案後因病返回東京，濱野則留在台灣繼續上、下水道的建設，期間長達23年，陸續完成基隆、台北、台中、台南等台灣主要都市的水道計劃、建設，大正8年（1919年）離台至神戶擔任技師長。嘉南大圳設計者八田與一曾是其部屬。濱野彌四郎是巴爾的學生，是主要建置台南自來水道的重要人物，台南市文化局後來有去參訪濱野彌四郎的後代，並出版出版品城市水醫生 : 濱野彌四郎與臺南水道的故事。

## 來源資料
1. ↑  （日語）台湾台南市山上区長が来訪 （页面存档备份，存于） 2013年9月27日,佐倉市役所企画政策部広報課
2. ↑  被區長在台灣台南市山上訪問佐倉市了 （页面存档备份，存于） 2013年9月27日,佐倉市政府企劃政策部公關科
3. ↑  吳世紀. . 中華民國自來水協會(CTWWA). 2017-11  [2018-09-02]. （原始内容存档于2018-09-09）.

## 相關項目
- 自來水
- 八田與一

## 外部連結
- 改變臺灣的日本人系列：規劃建造臺灣自來水道及汙水道的日本人——濱野彌四郎 2018-05-03 古川勝三/nippon.com （繁體中文）
- 許文龍談我國自來水之父---浜野弥四郎 （页面存档备份，存于）